# Princesse Reishi
La princesse Reishi (令子内親王, Reishi Naishin'nō), 30 juin 1078 – 25 mai 1144, est une impératrice du Japon, belle-mère de l'empereur Toba.

## Source de la traduction
- (en)/(ja) Cet article est partiellement ou en totalité issu des articles intitulés en anglais « Princess Reishi » (voir la liste des auteurs) et en japonais « 令子内親王 » (voir la liste des auteurs).